# Pedro Prado

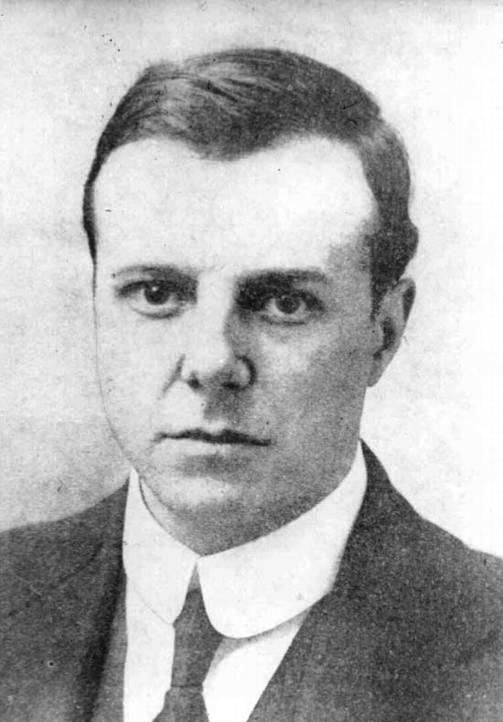
Pedro Prado

Pedro Prado Calvo (* 8. Oktober 1886 in Santiago de Chile; † 31. Januar 1952 in Viña del Mar) war ein chilenischer Schriftsteller.

## Leben
Pedro Prado besuchte das Instituto Nacional General José Miguel Carrera und studierte dann Architektur an der Universidad de Chile. Außerdem nahm er Malkurse bei Pedro Lira und Juan Francisco González. 1915 gehörte er zu den Gründern der Los Diez, einer avantgardistischen Gruppe von Schriftstellern, Malern, Bildhauern und Architekten, der unter anderem Augusto d’Halmar, Eduardo Barrios, Manuel Magallanes Moore, Armando Donoso und Julio Bertrand Vidal angehörten. 1920 gründete er die Revista Contemporánea, in der er Werke chilenischer und ausländischer Autoren veröffentlichte. Im Jahr 1921 wurde er zum Direktor des Museo Nacional de Bellas Artes ernannt, er übte dieses Amt zwei Jahre lang aus. 1943 wurde er zum Präsidenten des Schriftstellerverbandes Sociedad de Escritores  gewählt.

## Ehrungen
Für sein literarisches Werk wurde er 1949 mit dem Premio Nacional de Literatura de Chile ausgezeichnet.

## Werke
- Flores de cardo, Gedichte, 1908
- La casa abandonada, lyrische Prosa, 1912
- El llamado del mundo, Gedichte, 1913
- La reina de Rapa Nui, Roman, 1914
- Los diez, el claustro, la barca, Lyrik und Prosa, 1915
- Los pajaros errantes, lyrische Prosa, 1915
- Ansayo sobre arquitectura y poesia, Essay, 1916
- Las copas, Gedichte, 1919
- Alsino, Roman, 1920
- Karez y Roshan (en col. con Antonio Castro Leal), Gedichte, 1923
- Un juez rural, Roman, 1924
- Androbar, dramatische Lyrik, 1925
- Camino de las horas, Gedichte, 1934
- Otono en las dunas, Gedichte, 1940
- Esta ciudad envenenada, Gedichte, 1945
- No mas que una rosa, Gedichte, 1946
- Las enstancias del amor (Gedichte, Auswahl und Einführung von Raúl Silva Castro), 1946
- Viejos poemas ineditos, Gedichte, 1949